# 池之元遺跡
池之元遺跡（いけのもといせき）は、山梨県富士吉田市新倉字池之元にある遺跡。縄文時代早期から縄文後期を中心に、平安時代の遺構も含む集落遺跡。
座標: 北緯35度29分55.1秒 東経138度47分20.5秒 / 北緯35.498639度 東経138.789028度

## 立地と地理的・歴史的景観
所在する富士吉田市新倉は富士北麓地域に位置する。富士北麓は涌水が沸き、古富士火山活動が静穏期に入った縄文早期には遺跡数が増加し、富士吉田市域では町域東西両端にあたる御坂山地と道志山地の両山麓に遺跡が集中している。池之元遺跡は道志山地側の大明日見にある古屋敷遺跡とともに富士北山における代表的な早期集落で、涌水の沸く嘯山東麓の尾根上台地に立地する。標高は820メートル付近。

## 発掘調査と検出以降・出土遺物
池之元遺跡の存在は明治後年から知られており、1926年（大正15年）には考古学者の吉田文俊が『富士文庫・第一巻』において富士山周辺の考古遺跡を紹介し、池之元遺跡をはじめとする下吉田、新倉、大明見などの遺跡を挙げている。
戦後には1947年（昭和22年）には池原茂・他・下吉田町連合青年会が『郷土調査集成』において池之元遺跡をはじめとする富士北麓の遺跡を紹介している。
1980年（昭和55年）、宅地造成に際して富士吉田市教育委員会による発掘調査が行われ、1982年（昭和57年）、富士吉田市史の編纂事業に際した1986年（昭和61年）にも発掘調査が行われている。
発掘調査により、縄文早期前半の住居跡2や集石土坑1基、後期堀之内II式期の住居跡のほか、平安時代の住居跡1や石組遺構が検出されている。縄文早期の住居跡のうち、2号住居跡は平面形態が楕円形で床面中心に地床炉をもつ敷石住居で、床面や覆土中からは撚糸文土器や表裏縄文土器、表裏撚糸文土器、回天縄文土器などの土器類を主体に押型文土器が伴出しているほか、磨石や剥片石器、砥石などの石器類も出土している。
出土遺物のうち土器類では関東地方に特有の撚糸文土器に対して中部地方特有の押型文土器が少なく、山梨県内の国中地方や中部地方の早期集落の様相と異なる特色を持っている。また、堀之内2式土器の胎土は遺跡周辺地域に分布しない花崗岩が含まれている。
縄文後期前葉の堀之内II式期の敷石住居跡は焼失家屋で、床面や覆土中から注口土器が出土している。
出土遺物は富士吉田市歴史民俗博物館に所蔵され、一部は常設展示されている。